# .at
Pour les articles homonymes, voir AT.

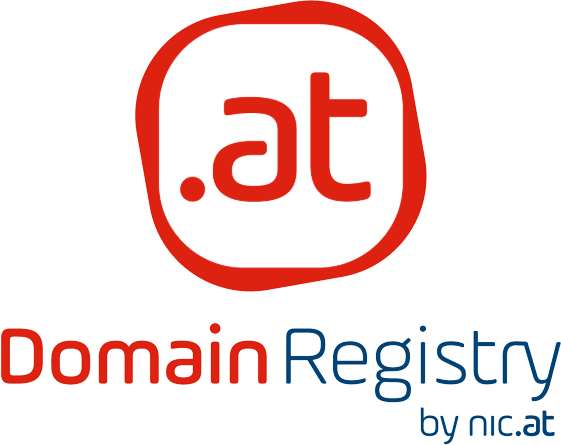

.at est le domaine de premier niveau national (country code top level domain : ccTLD) réservé à l'Autriche.